# Bellecôte
De Bellecôte is een 3417 meter hoge berg in het Franse departement Savoie. De berg behoort tot de Vanoise, deel van de Grajische Alpen.
Het skioord La Plagne ligt aan de zuidkant van de berg. Het skidorp Plagne Bellecôte is ernaar vernoemd.
De eerste beklimming vond plaats in 1866.